# زغبورة قاتمة
زغبورة قاتمة (الاسم العلمي:Stigmella fuscata) هي نوع من الحشرات تتبع جنس الزغبورة من فصيلة السليلات.